# Perrywood
Perrywood – wieś w Anglii, w hrabstwie Kent, w dystrykcie Swale. Leży 28 km na wschód od miasta Maidstone i 78 km na wschód od centrum Londynu.